# Клеменс Рапп
Клеменс Рапп (нім. Clemens Rapp, 14 липня 1989) — німецький плавець.
Учасник Олімпійських Ігор 2012 року.
Чемпіон Європи з водних видів спорту 2012, 2014 років, призер 2010 року.